# Vargem do Cedro
Vargem do Cedro é um distrito do município de São Martinho, município situado ao sul de Santa Catarina.
É considerado pelo Vaticano a capital mundial das vocações, devido ao grande números de religiosos que saíram desse local. Se destaca também por sua exuberante natureza, e por sua cultura alemã, atraindo assim muitos turistas.
O venerável Aloísio Sebastião Boeing nasceu no distrito.